# Ітан Азулай
Ітан Азулай (івр. איתן אזולאי, нар. 26 травня 2002, Париж) — ізраїльський футболіст, півзахисник клубу «Маккабі» (Хайфа).
Виступав за молодіжну збірну Ізраїлю.

## Клубна кар'єра
Народився 26 травня 2002 року в Парижі. У дворічному році перебрався до Вихованець юнацьких команд футбольних клубів «Маккабі» (Тель-Авів), «Маккабі» (Нетанья), «Бейтар» (Нес-Тубрук) та «Маккабі» (Петах-Тіква).
У дорослому футболі дебютував 2020 року виступами за основну команду останнього клубу, в якій провів два сезони, взявши участь у 55 матчах чемпіонату. Більшість часу, проведеного у складі петах-тіквського «Маккабі», був основним гравцем команди.
Своєю грою за цю команду привернув увагу представників тренерського штабу клубу «Маккабі» (Нетанья), до складу якого приєднався 2022 року. Відіграв за команду з Нетаньї наступні два сезони своєї ігрової кар'єри.
2024 року за 1,3 мільйона євро перейшов до «Маккабі» (Хайфа).

## Виступи за збірні
2018 року дебютував у складі юнацької збірної Ізраїлю (U-17), загалом на юнацькому рівні взяв участь у 13 іграх, відзначившись одним забитим голом.
Протягом 2021–2023 років залучався до складу молодіжної збірної Ізраїлю. На молодіжному рівні зіграв у 7 офіційних матчах. У її складі ставав півфіналістом молодіжного Євро-2023.
2024 року був включений до заявки олімпійської збірної Ізраїлю для участі у футбольному турнірі на тогорічних Олімпійських іграх у Парижі.

## Статистика виступів

### Статистика клубних виступів
Станом на 20 червня 2023
| Сезон                             | Команда                           | Чемпіонат                         | Чемпіонат | Чемпіонат | Національний кубок | Національний кубок | Національний кубок | Континентальні кубки | Континентальні кубки | Континентальні кубки | Інші змагання | Інші змагання | Інші змагання | Усього | Усього | Усього |
| Сезон                             | Команда                           | Ліга                              | Ігор      | Голів     | Ліга               | Ігор               | Голів              | Ліга                 | Ігор                 | Голів                | Ліга          | Ігор          | Голів         | Ігор   | Голів  |        |
| --------------------------------- | --------------------------------- | --------------------------------- | --------- | --------- | ------------------ | ------------------ | ------------------ | -------------------- | -------------------- | -------------------- | ------------- | ------------- | ------------- | ------ | ------ | ------ |
| черв.-лип. 2020                   | «Маккабі» (Петах-Тіква)           | ЧІ                                | 6         | 0         | КІ                 | 1                  | 0                  | -                    | -                    | -                    | -             | -             | -             | 7      | 0      |        |
| 2020–21                           | «Маккабі» (Петах-Тіква)           | ЧІ                                | 19        | 0         | КІ+КТ              | 1+3                | 0                  | -                    | -                    | -                    | -             | -             | -             | 23     | 0      |        |
| 2021–22                           | «Маккабі» (Петах-Тіква)           | ЧІ                                | 30        | 2         | КІ+КТ              | 4+5                | 0                  | -                    | -                    | -                    | -             | -             | -             | 39     | 2      |        |
| Усього за «Маккабі» (Петах-Тіква) | Усього за «Маккабі» (Петах-Тіква) | Усього за «Маккабі» (Петах-Тіква) | 55        | 2         |                    | 14                 | 0                  |                      | -                    | -                    |               | -             | -             | 69     | 2      |        |
| 2022–23                           | «Маккабі» (Нетанья)               | ЧІ                                | 27        | 0         | КІ+КТ              | 6+1                | 0                  | -                    | -                    | -                    | -             | -             | -             | 34     | 0      |        |
| Усього за кар'єру                 | Усього за кар'єру                 | Усього за кар'єру                 | 82        | 2         |                    | 21                 | 0                  |                      | -                    | -                    |               | -             | -             | 103    | 2      |        |

## Досягнення
- Володар Кубка Тото: 2022–23